# Чемпіонат світу з боксу серед жінок 2001
І Чемпіонат світу з боксу серед жінок відбувся з 24 листопада по 2 грудня 2001 року у місті Скрентон, США.
Це сталося через сім років після того, як жіночий бокс офіційно був визнаний на 13-му Конгресі AIBA у Пекіні.
Бої проходили у 12 вагових категоріях. У чемпіонаті взяло участь 125 боксерок, що представляли 30 національних федерацій.

## Медалістки
| Категорія: | Золото:             | Срібло:             | Бронза:                          |
| до 45 кг   | Олена Сабітова      | Марія Нарожник      | Камелія Негря Каріна Морено      |
| до 48 кг   | Гулія Шахін         | Мері Ком            | Джемі Бель Кумарі Міна           |
| до 51 кг   | Сімона Галассі      | Теммі Делафорест    | Катрін Енокссон Діана Унгуряну   |
| до 54 кг   | Олена Карпачьова    | Одрі Гарсія         | Венді Брод Рената Медбі          |
| до 57 кг   | Цзянь Маомао        | Генріетта Біркеленд | Жанін Гарсайд Александра Матеус  |
| до 60 кг   | Крістель Самсон     | Тетяна Чалая        | Теута Куні Ембер Гідеон          |
| до 63.5 кг | Фріда Волберг       | Міріам Ламар        | Крістіна Черпі Донна Манкузо     |
| до 67 кг   | Ірина Синецька      | Наталі Браун        | Мелані Горн Трістан Вістон       |
| до 71 кг   | Івет Пружинськи     | —                   | Нуркан Чаркчі Ірина Смірнова     |
| до 75 кг   | Анна Лорелл         | Аніта Душа          | Світлана Андреєва Гуо Сюай       |
| до 81 кг   | Ольга Домуладжанова | Вікторія Ковач      | Таня Фаулер Фей Джейкобс-Голлінз |
| вище 80 кг | Девонн Кенеді       | Марія Ковач         | Марія Рейнгардт Сельма Ягчі      |

- Росіянка Наталія Колпакова у вазі до 71 кг виграла срібну медаль, але за протест проти рішення суддів була дискваліфікована та позбавлена своєї медалі, яка не була передана іншій спортсменці.

## Медальний залік
| Медальний залік |               |        |        |        |       |
| Місце           | Держава       | Золото | Срібло | Бронза | Разом |
| 1               | Росія         | 4      | 1      | 2      | 7     |
| 2               | Швеція        | 2      | 0      | 2      | 4     |
| 3               | Угорщина      | 1      | 4      | 0      | 5     |
| 4               | Канада        | 1      | 1      | 7      | 9     |
| 5               | США           | 1      | 0      | 3      | 4     |
| 6               | Туреччина     | 1      | 0      | 2      | 3     |
| 7               | КНР           | 1      | 0      | 1      | 2     |
| 7               | Італія        | 1      | 0      | 1      | 2     |
| 9               | Франція       | 0      | 2      | 0      | 2     |
| 10              | Норвегія      | 0      | 1      | 1      | 2     |
| 11              | Індія         | 0      | 1      | 0      | 1     |
| 11              | Ямайка        | 0      | 1      | 0      | 1     |
| 13              | Румунія       | 0      | 0      | 2      | 2     |
| 14              | Данія         | 0      | 0      | 1      | 1     |
| 14              | Молдова       | 0      | 0      | 1      | 1     |
| 14              | Нова Зеландія | 0      | 0      | 1      | 1     |
| Разом           | 16 держав     | 12     | 11     | 24     | 47    |